# Lamberto I da Polenta
Lamberto I da Polenta (Ravenna, 1275 circa – Ravenna, 22 giugno 1316) è stato un condottiero italiano.
Fu signore di Ravenna dal 1301 fino alla sua morte.

## Biografia
Figlio primogenito di Guido I da Polenta, ereditò il comando di Ravenna, mentre il fratello Bernardino divenne signore di Cervia. Lamberto assunse la podesteria in perpetuum, creando le precondizioni per l'instaurazionee della Signoria sulla città di Ravenna.
Nel 1312 ospitò Roberto d'Angiò a Ravenna durante la sua lotta contro l'imperatore Enrico VII.
Gli succedette il nipote Guido Novello.

## Discendenza
Lamberto sposò Giovanna d'Este ma non ebbero figli.
Ebbe un figlio naturale, Folco.